# Sabi (Berg, Bobonaro)
Der Sabi ist ein osttimoresischer Berg im Verwaltungsamt Lolotoe (Gemeinde Bobonaro). Er hat eine Höhe von 1288 m und befindet sich auf der Grenze zwischen den  Aldeias Silagolo (Suco Lupal) und Oceli (Suco Guda). Der Berg gehört zu einem Höhenzug, dessen westlichster Gipfel der Tulo (1285 m) ist und nach Osten hin mit dem Lolo Manukati (1193 m), dem Nachbarn des Sabi, seinen östlichsten hat.